# Vyšėjšaja Liha 2023
La Vyšėjšaja Liha 2023 è stata la trentatreesima edizione della massima divisione del campionato bielorusso di calcio. È iniziata il 17 marzo 2023 ed è terminata il 2 dicembre successivo. La Dinamo Minsk si è laureata campione per l'ottava volta della sua storia.

## Stagione

### Novità
Dalla Vyšėjšaja Liha 2022 sono retrocesse in Peršaja Liha Arsenal Dzjaržynsk, Vicebsk e Dnjapro Mahilëŭ. Dalla Peršaja Liha 2022 sono stati promossi in Vyšėjšaja Liha Naftan, Smarhon' e Makslajn, rispettivamente vincitore, secondo e quarto classificato.
Il 30 novembre 2022, la federcalcio bielorussa non ha concesso al Makslajn la licenza nazionale per partecipare alla Vyšėjšaja Liha, complici le carenze di infrastrutture, nonché la mancanza di un settore giovanile. Nessuna squadra è stata ripescata in sua vece, comportando la riduzione delle squadre partecipanti da sedici a quindici.

### Formula
Le 15 squadre partecipanti si affrontano in un girone all'italiana con partite di andata e ritorno per un totale di 30 giornate (ogni squadra osserva due turni di riposo). La squadra prima classificata è dichiarata campione di Bielorussia e viene ammessa alla UEFA Champions League 2024-2025 partendo dal primo turno di qualificazione. Le squadre classificate al secondo e la squadra vincitrice della coppa nazionale vengono ammesse al secondo turno di qualificazione della UEFA Europa Conference League 2024-2025, la terza classificata al primo turno di qualificazione. L'ultima classificata è retrocessa in Peršaja Liha, mentre la penultima affronta la terza classificata in Peršaja Liha in uno spareggio promozione/retrocessione.

### Avvenimenti
L'11 maggio 2023 la federazione calcistica bielorussa ha inflitto una penalizzazione di 30 punti allo Šachcër Salihorsk, di 20 punti al Ėnerhetyk-BDU Minsk e di 10 punti al Belšyna. Tale decisione è arrivata dopo che le tre società sono state ritenute colpevoli di partite truccate.
Il successivo 22 maggio, la federcalcio infligge altri cinque punti di penalità allo Šachcër Salihorsk, tre all'Ėnerhetyk-BDU Minsk, uno al Belšyna.

## Squadre partecipanti
| Club                | Stagione | Città         | Stadio                       | Stagione precedente         |
| ------------------- | -------- | ------------- | ---------------------------- | --------------------------- |
| BATĖ Borisov        | dettagli | Barysaŭ       | Barysaŭ-Arėna                | 3º posto in Vyšėjšaja Liha  |
| Belšyna             |          | Babrujsk      | Stadio Spartak               | 12º posto in Vyšėjšaja Liha |
| Dinamo Brėst        |          | Brėst         | OSK Brestskiy                | 13º posto in Vyšėjšaja Liha |
| Dinamo Minsk        |          | Minsk         | Stadio Dinamo                | 4º posto in Vyšėjšaja Liha  |
| Ėnerhetyk-BDU Minsk |          | Minsk         | Stadio BDU                   | 2º posto in Vyšėjšaja Liha  |
| Homel'              |          | Homel'        | Stadio Centrale              | 7º posto in Vyšėjšaja Liha  |
| Islač               |          | Raën di Minsk | Stadio Haradzki (Maladzečna) | 5º posto in Vyšėjšaja Liha  |
| Minsk               |          | Minsk         | Stadio FK Minsk              | 6º posto in Vyšėjšaja Liha  |
| Naftan              |          | Navapolack    | Stadio Atlant                | 1º posto in Peršaja Liha    |
| Nëman               |          | Hrodna        | Stadio Nëman                 | 9º posto in Vyšėjšaja Liha  |
| Šachcër Salihorsk   |          | Salihorsk     | Stadio Stroitel              | 1º posto in Vyšėjšaja Liha  |
| Slavija-Mazyr       |          | Mazyr         | Stadio Junatsva              | 10º posto in Vyšėjšaja Liha |
| Sluck               |          | Sluck         | Stadio Haradzki              | 11º posto in Vyšėjšaja Liha |
| Smarhon'            |          | Smarhon'      | Stadio Junast                | 2º posto in Peršaja Liha    |
| Tarpeda-BelAZ       |          | Žodzina       | Stadio Tarpeda               | 8º posto in Vyšėjšaja Liha  |

## Classifica finale
|  | Pos. | Squadra                   | Pt | G  | V  | N  | P  | GF | GS | DR  |
|  | ---- | ------------------------- | -- | -- | -- | -- | -- | -- | -- | --- |
|  | 1.   | Dinamo Minsk              | 69 | 28 | 22 | 3  | 3  | 72 | 21 | +51 |
|  | 2.   | Nëman                     | 62 | 28 | 19 | 5  | 4  | 60 | 22 | +38 |
|  | 3.   | Tarpeda-BelAZ             | 49 | 28 | 12 | 13 | 3  | 33 | 18 | +15 |
|  | 4.   | Islač                     | 47 | 28 | 14 | 5  | 9  | 40 | 29 | +11 |
|  | 5.   | BATĖ Borisov              | 47 | 28 | 14 | 5  | 9  | 49 | 32 | +17 |
|  | 6.   | Homel'                    | 41 | 28 | 11 | 8  | 9  | 45 | 48 | -3  |
|  | 7.   | Slavija-Mazyr             | 40 | 28 | 11 | 7  | 10 | 32 | 30 | +2  |
|  | 8.   | Sluck                     | 35 | 28 | 9  | 8  | 11 | 38 | 40 | -2  |
|  | 9.   | Minsk                     | 33 | 28 | 8  | 9  | 11 | 21 | 26 | -5  |
|  | 10.  | Dinamo Brėst              | 30 | 28 | 9  | 3  | 16 | 33 | 50 | -17 |
|  | 11.  | Smarhon'                  | 24 | 28 | 7  | 3  | 18 | 28 | 59 | -31 |
|  | 12.  | Naftan                    | 23 | 28 | 6  | 5  | 17 | 28 | 57 | -29 |
|  | 13.  | Šachcër Salihorsk (-35)   | 9  | 28 | 12 | 5  | 11 | 50 | 40 | +10 |
|  | 14.  | Ėnerhetyk-BDU Minsk (-23) | 4  | 28 | 7  | 6  | 15 | 25 | 42 | -17 |
|  | 15.  | Belšyna (-11)             | 3  | 28 | 3  | 5  | 20 | 21 | 61 | -40 |

Legenda:
      Campione di Bielorussia e ammessa alla UEFA Champions League 2024-2025.
      Ammesse alla UEFA Europa Conference League 2024-2025.
 Ammessa allo spareggio promozione-retrocessione.
      Retrocessa in Peršaja Liha 2024.
Note:
Tre punti a vittoria, uno a pareggio, zero a sconfitta.
La classifica viene stilata secondo i seguenti criteri:
- Punti conquistati
- Punti conquistati negli scontri diretti
- Partite vinte negli scontri diretti
- Differenza reti negli scontri diretti
- Reti realizzate negli scontri diretti
- Differenza reti generale
- Partite vinte
- Reti totali realizzate
- Sorteggio

## Spareggio promozione-retrocessione
Allo spareggio promozione-retrocessione viene ammessa la quattordicesima classificata in Vyšėjšaja Liha e la terza classificata in Peršaja Liha 2023.
|                     | Risultati |                     | Luogo e data             |
| ------------------- | --------- | ------------------- | ------------------------ |
| Ėnerhetyk-BDU Minsk | 0 - 0     | Vicebsk             | Minsk, 6 dicembre 2023   |
| Vicebsk             | 1 - 0     | Ėnerhetyk-BDU Minsk | Vicebsk, 9 dicembre 2023 |
|                     |           |                     |                          |

## Risultati
|                     | BAT  | Bel  | DiB  | DiM  | Ėne  | Hom  | Isl  | Min  | Naf  | Nëm  | Šac  | Sla  | Slu  | Sma  | Tar  |
| ------------------- | ---- | ---- | ---- | ---- | ---- | ---- | ---- | ---- | ---- | ---- | ---- | ---- | ---- | ---- | ---- |
| BATĖ Borisov        | –––– | 2-1  | 4-0  | 1-3  | 1-1  | 1-2  | 1-2  | 1-2  | 1-2  | 3-2  | 2-0  | 1-1  | 4-3  | 2-0  | 1-2  |
| Belšyna             | 0-3  | –––– | 1-0  | 0-4  | 0-1  | 0-2  | 0-2  | 1-2  | 0-3  | 0-2  | 1-4  | 1-1  | 1-1  | 2-0  | 0-0  |
| Dinamo Brest        | 1-2  | 3-2  | –––– | 1-3  | 0-2  | 3-3  | 0-1  | 1-0  | 2-2  | 1-3  | 3-3  | 0-1  | 2-1  | 2-1  | 0-1  |
| Dinamo Minsk        | 0-1  | 7-2  | 4-1  | –––– | 2-0  | 2-1  | 3-0  | 1-0  | 3-1  | 2-1  | 1-0  | 2-2  | 3-1  | 7-0  | 1-0  |
| Ėnerhetyk-BDU Minsk | 1-0  | 0-0  | 1-0  | 1-4  | –––– | 1-2  | 0-1  | 1-0  | 0-1  | 1-3  | 1-4  | 3-1  | 1-0  | 2-4  | 1-2  |
| Homel'              | 0-2  | 2-0  | 1-4  | 0-4  | 1-0  | –––– | 0-2  | 2-0  | 3-2  | 3-3  | 3-2  | 3-2  | 4-5  | 2-0  | 0-3  |
| Islač               | 1-1  | 2-0  | 3-0  | 2-3  | 3-2  | 3-1  | –––– | 0-0  | 5-1  | 0-3  | 2-1  | 0-1  | 0-0  | 1-0  | 1-2  |
| Minsk               | 2-2  | 2-1  | 0-1  | 1-1  | 1-1  | 2-2  | 2-1  | –––– | 1-0  | 0-1  | 0-0  | 2-0  | 0-1  | 2-1  | 1-0  |
| Naftan              | 0-7  | 0-1  | 0-3  | 0-3  | 4-0  | 1-1  | 0-1  | 0-0  | –––– | 0-3  | 1-1  | 2-2  | 2-1  | 3-0  | 0-1  |
| Nëman               | 0-1  | 3-1  | 3-1  | 1-0  | 2-0  | 2-2  | 0-0  | 3-0  | 6-1  | –––– | 0-1  | 1-0  | 2-0  | 3-1  | 0-0  |
| Šachcër Salihorsk   | 3-0  | 7-3  | 2-0  | 0-4  | 3-2  | 1-1  | 3-0  | 1-0  | 2-1  | 2-5  | –––– | 0-1  | 1-0  | 2-0  | 0-1  |
| Slavija-Mazyr       | 0-2  | 4-1  | 0-1  | 0-2  | 0-0  | 0-0  | 2-1  | 1-0  | 1-0  | 0-2  | 3-1  | –––– | 1-0  | 4-1  | 0-1  |
| Sluck               | 1-0  | 2-1  | 2-0  | 1-2  | 1-1  | 3-1  | 1-1  | 1-1  | 3-1  | 0-2  | 3-2  | 1-0  | –––– | 3-3  | 0-0  |
| Smarhon'            | 1-2  | 1-0  | 3-1  | 3-1  | 1-0  | 0-3  | 0-4  | 0-0  | 1-0  | 1-3  | 1-3  | 0-2  | 3-2  | –––– | 1-1  |
| Tarpeda-BelAZ       | 1-1  | 1-1  | 1-2  | 0-0  | 1-1  | 0-0  | 2-1  | 1-0  | 5-0  | 1-1  | 1-1  | 2-2  | 0-1  | 2-1  | –––– |

## Statistiche

### Capoliste solitarie
|    | —— | ——           | ——           | ——           | ——           | ——           | ——           | ——           | ——           | ——           | ——  | ——           | ——           | ——           | ——           | ——           | ——           | ——           | ——           | ——           | ——           | ——           | ——           | ——           | ——           | ——           | ——           | ——           | ——           | —— |  |
|    |    | Dinamo Minsk | Dinamo Minsk | Dinamo Minsk | Dinamo Minsk | Dinamo Minsk | Dinamo Minsk | Dinamo Minsk | Dinamo Minsk | Dinamo Minsk | Nëm | Dinamo Minsk | Dinamo Minsk | Dinamo Minsk | Dinamo Minsk | Dinamo Minsk | Dinamo Minsk | Dinamo Minsk | Dinamo Minsk | Dinamo Minsk | Dinamo Minsk | Dinamo Minsk | Dinamo Minsk | Dinamo Minsk | Dinamo Minsk | Dinamo Minsk | Dinamo Minsk | Dinamo Minsk | Dinamo Minsk |    |  |
|    |    |              |              |              |              |              |              |              |              |              |     |              |              |              |              |              |              |              |              |              |              |              |              |              |              |              |              |              |              |    |  |
|    |    |              |              |              |              |              |              |              |              |              |     |              |              |              |              |              |              |              |              |              |              |              |              |              |              |              |              |              |              |    |  |
| 1ª | 2ª | 3ª           | 4ª           | 5ª           | 6ª           | 7ª           | 8ª           | 9ª           | 10ª          | 11ª          | 12ª | 13ª          | 14ª          | 15ª          | 16ª          | 17ª          | 18ª          | 19ª          | 20ª          | 21ª          | 22ª          | 23ª          | 24ª          | 25ª          | 26ª          | 27ª          | 28ª          | 29ª          | 30ª          |    |  |

### Classifica marcatori
| Gol |  |  | Giocatore            | Squadra                |
| --- |  |  | -------------------- | ---------------------- |
| 16  |  |  | Uladzislaŭ Marozaŭ   | Dinamo Minsk           |
| 14  |  |  | Jahor Zubovič        | Nëman                  |
| 13  |  |  | Pavel Savicki        | Nëman                  |
| 12  |  |  | Michail Hardzjajčuk  | Dinamo Brėst           |
| 12  |  |  | Jahor Karpicki       | Šachcër Salihorsk      |
| 11  |  |  | Andrej Panjukov      | Slavija-Mazyr / Naftan |
| 10  |  |  | Dušan Bakić          | Dinamo Minsk           |
| 9   |  |  | Dzjanis Kazloŭski    | Homel'                 |
| 9   |  |  | Denıs Mıtrofanov     | Islač                  |
| 9   |  |  | Euloge Placca Fessou | Šachcër Salihorsk      |